# Мансурово (Бирский район)
Мансу́рово (баш. Мансур) — деревня в Бирском районе Башкортостана, относится к Старопетровскому сельсовету. 

## Население
| 2002 | 2009 | 2010 |
| ---- | ---- | ---- |
| 19   | ↘7   | ↗10  |

Согласно переписи 2002 года, преобладающая национальность — татары (100 %).

## Географическое положение
Находится на берегу реки Белой.
Расстояние до:
- районного центра (Бирск): 32 км,
- центра сельсовета (Питяково): 10 км,
- ближайшей ж/д станции (Уфа): 127 км.